# Visibilitat
|  | Per a altres significats, vegeu «Visibilitat (desambiguació)». |

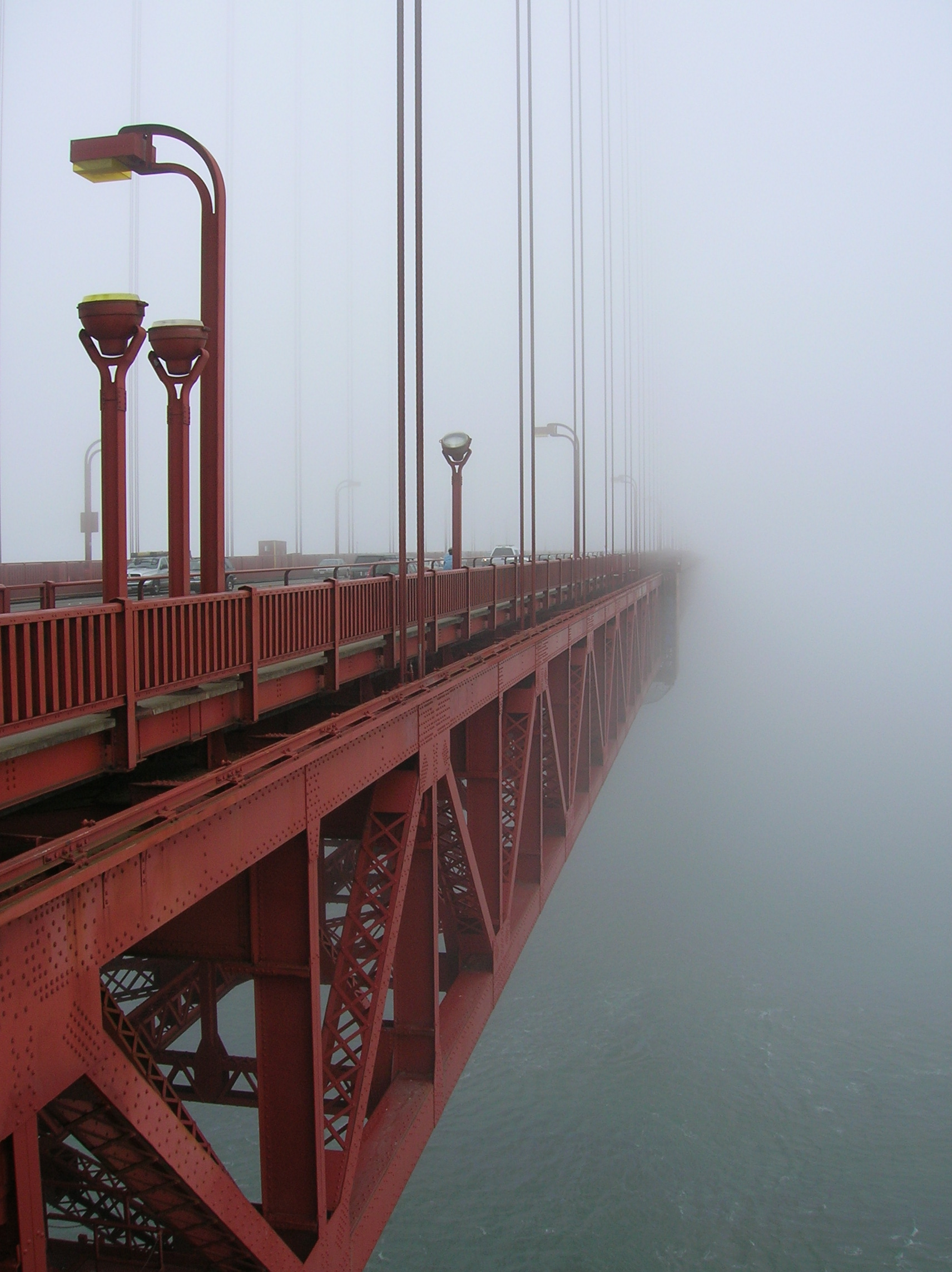
Pèrdua de visibilitat producte de la boira matinal en el pont Golden Gate de San Francisco.

La visibilitat (del llatí: visibilitas, -atis) és la capacitat de veure objectes a una determinada distància. Segons la situació i les circumstàncies, a menor visibilitat els objectes es veuen pitjor, mentre que a major visibilitat, els elements es veuen millor.

## Factors reductors de visibilitat
Certes condicions climàtiques, com per exemple la boira, poden reduir considerablement la visibilitat. Es considera boira quan la visibilitat és inferior a 2 km. En casos de boira espessa, la visibilitat pot veure's reduïda a pocs metres de distància, fent quasi impossibles tasques com ara conduir o realitzar activitats a l'aire lliure. Quan la visibilitat és menor a 10 km, es tracta de boirina si la humitat relativa és major al 80%.
Altres fenòmens que redueixen la visibilitat són la contaminació, el fum, les tempestes de sorra o els temporals.
A l'Àrtida o en àrees de muntanya, la visibilitat pot ser d'entre 70 i 100 km.

## Càlcul de visibilitat
La capacitat de quantificar la visibilitat és important per a planificar i donar suport a les operacions aèries. És per això que els aeroports consideren dos tipus de càlcul de visibilitat:
- Visibilitat meteorològica: és la capacitat per veure obstacles des de qualsevol punt cadinal i en una distància prèviament coneguda. Aquesta forma de mesurament es distingeix amb les sigles MOR (de l'anglès "Meteorological Optical Range", Rang Òptic Meteorològic). Per a obtenir el nivell de visibilitat amb aquesta tècnica, cal fixar un punt d'observació on s'estableixi la distància amb els obstacles més propers com ara edificis o paratges naturals.

- Rang visual de pista (en anglès: RVR, "Runway Visual Range"): és més específic, ja que calcula la visibilitat a les pistes d'aterratge i envia les dades als pilots. Al contrari que el MOR, el RVR orienta la visibilitat específicament en el sentit de la pista d'aterratge. Els llums de la pista són un element important, ja que ajuden a millorar considerablement la visibilitat. Abans, l'observador se situava a l'extrem del límit de la pista i comptava la quantitat de llums de pista que era capaç de veure. Aquesta quantitat es multiplicava per la distància que separava els llums i es projectava en un full de càlcul per obtenir el valor RVR. En l'actualitat, aquest mètode, tot i ser acceptat en casos d'emergència, resulta ser poc pràctic, sobretot en aeroports amb força trànsit.